# Betty Garrett
Betty Garrett, född 23 maj 1919 i Saint Joseph i Missouri, död 12 februari 2011 i Los Angeles i Kalifornien, var en amerikansk skådespelare, komiker, sångerska och dansare. Bland hennes filmer märks 9 man och en flicka (1949), New York dansar (1949) och Min syster Eileen (1955).
Betty Garrett uppträdde först på Broadway och skrev sedan filmkontrakt med Metro-Goldwyn-Mayer. Hon medverkade i flera musikalfilmer, återvände sedan till Broadway och gjorde på senare år gästroller i olika TV-serier.
Garretts mest kända TV-roller gjorde hon i två populära sitcoms på 1970-talet, Irene Lorenzo i Under samma tak och hyresvärdinnan Edna Babish i Laverne & Shirley. På senare år dök hon även upp i TV-serier som Boston Public och Grey's Anatomy.
Betty Garrett var gift med skådespelaren Larry Parks från 1944 fram till hans död 1975. De hade två söner, kompositören Garrett Parks och skådespelaren Andrew Parks.
År 1998 gav hon ut sina memoarer, Betty Garrett and Other Songs. Garrett förärades en stjärna på Hollywood Walk of Fame 2003.

## Filmografi i urval
- 1948 – I mitt hjärta det sjunger
- 1949 – 9 man och en flicka
- 1949 – Neptuns dotter
- 1949 – New York dansar
- 1955 – Min syster Eileen
- 1957 – Skuggan på fönstret
- 1964 – Jagad (TV-serie)
- 1973–1975 – Under samma tak (TV-serie)
- 1976–1981 – Laverne & Shirley (TV-serie)
- 1978 – Kärlek ombord (TV-serie)
- 1987 – Mord och inga visor (TV-serie)
- 1992 – Pantertanter (TV-serie)
- 1994 – Harts of the West (TV-serie)
- 1998 – Den långa resan hem (TV-film)
- 2003 – Boston Public (TV-serie)
- 2003 – Becker (TV-serie)
- 2003 – Broadway: The Golden Age, by the Legends Who Were There (dokumentär)
- 2006 – Grey's Anatomy (TV-serie)